# Seawolf osztály
A Seawolf osztály az Amerikai Egyesült Államokban épített nukleáris meghajtású vadász-tengeralattjárók egyik legmodernebb osztálya. A tervezést 1983-ban kezdték. A tervek szerint a 29 darab épült volna belőle, de később ezt lecsökkentették 12-re, majd a hidegháború lezárulása és a költségvetés korlátozása miatt végül mindössze 3 darab készült el. Ez vezetett a Virginia osztály megtervezéséhez.

## Felépítésük, jellemzőik
A Seawolf osztályt elsődlegesen a szovjet ballisztikus rakétahordozó tengeralattjárók (Typhoon osztály) és vadász-tengeralattjárók (Akula-osztály) elleni harcra tervezték. Az új tengeralattjárók hajóteste az erősebb HY–100 megjelölésű acélból készült, az ezt megelőző osztályoknál a HY–80-t használták. A maximális merülési mélységet titkos adatként kezelik, a legjobb becslések szerint 487-610 méter között lehet, a végzetes merülési mélység pedig 732-970 méter között. A Los Angeles osztállyal összehasonlítva a Seawolf egységek nagyobbak, gyorsabbak és halkabbak, valamint több fegyver hordozására képes, illetve kétszer annyi torpedó-vetőcsővel rendelkezik (8 darab). A hajó alkalmas 50 Tomahawk robotrepülőgép hordozására és indítására tengeri és szárazföldi célpontok ellen. A hajók széleskörűen fel vannak szerelve sekély vízi és parti hadműveletek végrehajtására is. Mindegyikük fedélzetén AN/BSY-2 szonár található. A tengeralattjárókat S6W atomreaktorral és egy kis zajt kibocsátó pump jet hajtóművel látták el. 
A sok újítás és a legkorszerűbb kialakítás miatt az egységek hatalmas pénzeket emésztettek fel, ezért csak 3 egység épült meg.

## Változatok

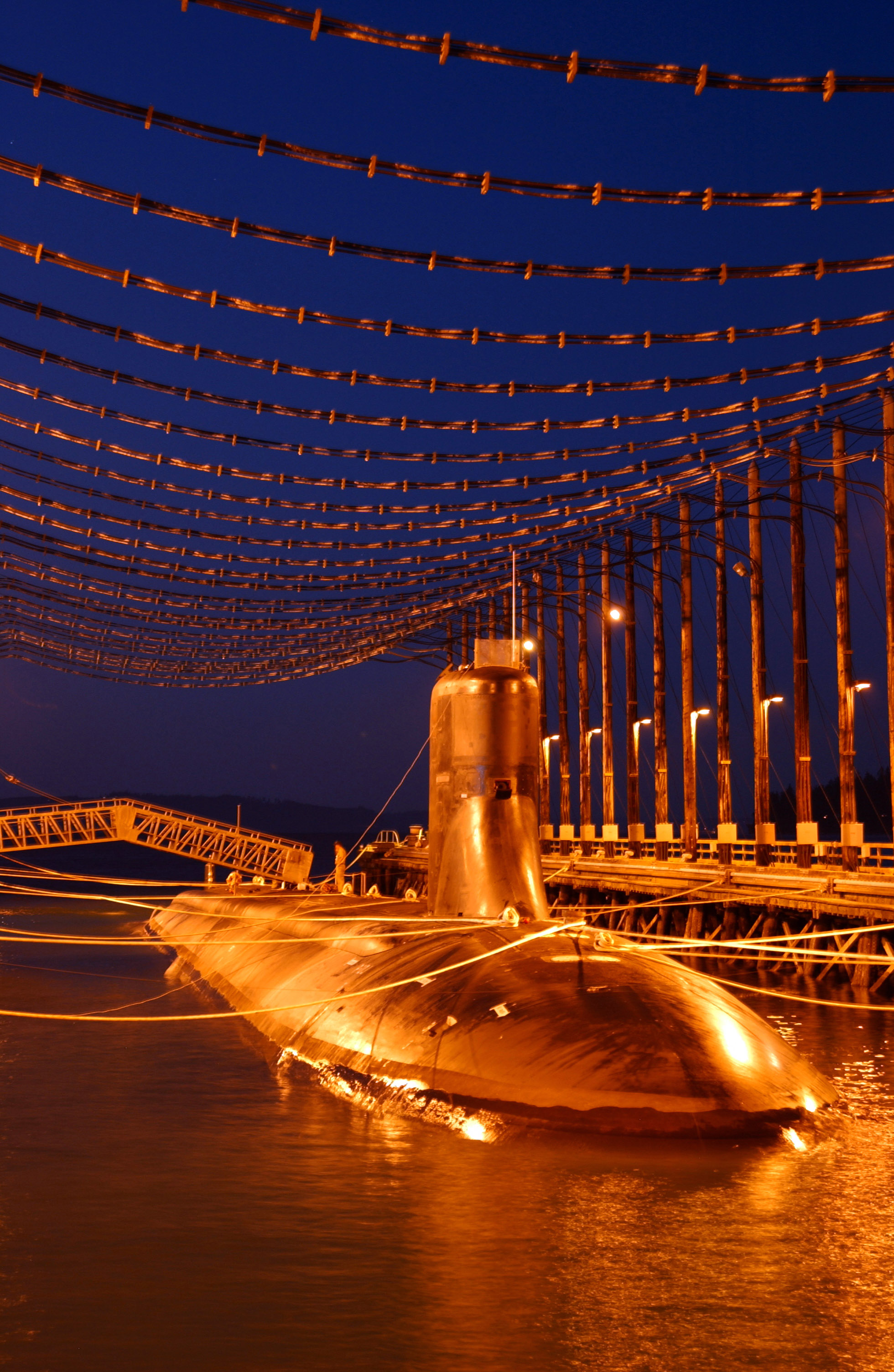
USS Jimmy Carter (SSN 23)

A USS Jimmy Carter nagyjából 30 méterrel hosszabb, mint az osztály másik két tagja. Ebben a szekcióban található az MMP (Multi-Mission Platform), ahonnan indulnak és ahova érkeznek a Navy SEAL erők és távolról irányítható vízalatti járművek. A változtatásokat a General Dynamics Electric Boat végezte el, melyek 887 millió dollárba kerültek.

## Az osztály egységei
- USS Seawolf (SSN 21)
- USS Connecticut (SSN 22)
- USS Jimmy Carter (SSN 23)

Jelenleg mindhárom egység szolgálatban áll.

## Fordítás
Ez a szócikk részben vagy egészben  a   Seawolf-class submarine című angol Wikipédia-szócikk ezen változatának fordításán alapul.  Az eredeti cikk szerkesztőit annak laptörténete sorolja fel. Ez a jelzés csupán a megfogalmazás eredetét és a szerzői jogokat jelzi, nem szolgál a cikkben szereplő információk forrásmegjelöléseként.